# Iwan Iljitsch Mosschuchin

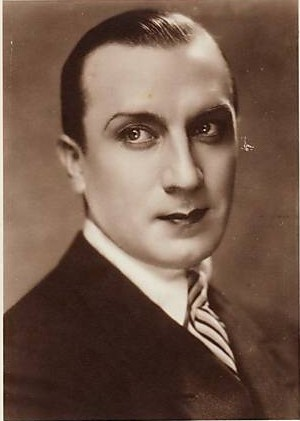
Iwan Iljitsch Mosschuchin

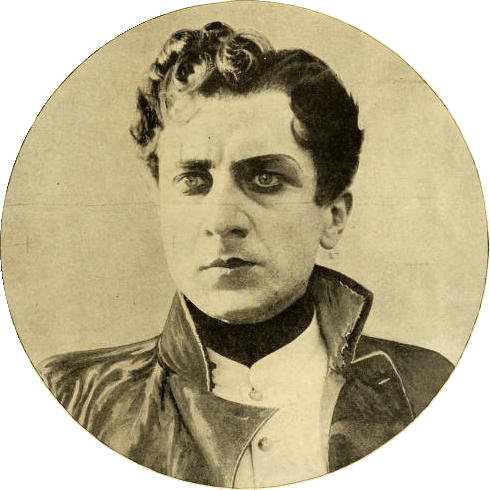
Iwan Mosschuchin (1917)

Iwan Iljitsch Mosschuchin (russisch Иван Ильич Мозжухин, wiss. Transliteration Ivan Il‘ič Mozžuchin; in Lateinschrift auch Mosjukin, Mosjoukine oder Mozzhukhin; * 26. Septemberjul. / 8. Oktober 1889greg. in Pensa, Russisches Kaiserreich; † 18. Januar 1939 in Neuilly, Frankreich) war ein russischer Stummfilmschauspieler.

## Leben

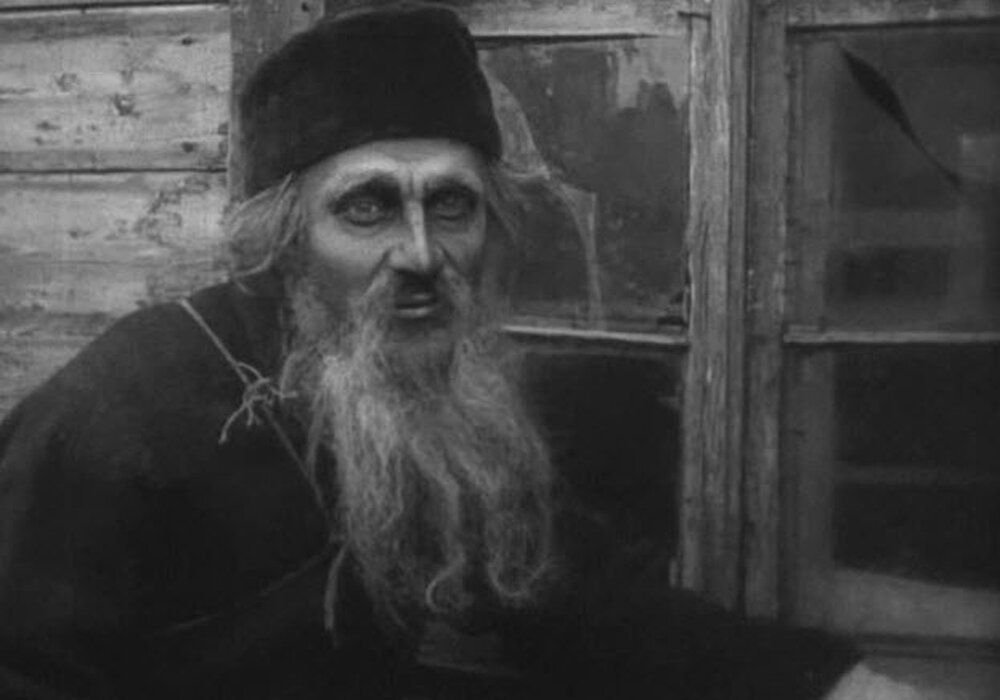
Mosschuchin als Pater Sergius im gleichnamigen Film, 1917

Um 1910 begann er an kleinen Bühnen zu spielen und hatte bereits 1911 seine ersten Auftritte im Film, darunter eine Hauptrolle als Wladimir Kornilow in Die Verteidigung von Sewastopol (Oborona Sewastopolja), einer Hommage an den Krimkrieg der 1850er Jahre aus der Produktion von Alexander Chanschonkow. Mosschuchin wurde im Russischen Kaiserreich zum ersten Filmstar, begünstigt durch sein Talent für distanziert elitäres Spiel. Er arbeitete in den 1910er Jahren mit allen wichtigen russischen Regisseuren (Pjotr Tschardynin, Jakow Protasanow, Alexander Wolkow, Jewgeni Bauer). Unter Protasanow spielte er seine erfolgreichsten Rollen in Pique Dame (Pikowaja dama, 1916) und Pater Sergius (Otez Sergei, 1918).
1919 emigrierte er aus Sowjetrussland über die Türkei nach Frankreich. Er trat in den 1920er Jahren in der Weimarer Republik und in Frankreich in Filmen auf. Mosschuchin war auch Drehbuchautor mehrerer seiner Filme und lieferte 1923 mit Le brasier ardent seine einzige Regiearbeit ab. Durch die Gruppe russischer Exilanten bei der Produktionsfirma Les Films Albatros lernte er Jean Epstein kennen und sie drehten 1924 gemeinsam den Abenteuerfilm Le lion des Mogols. Der ebenfalls nach Westeuropa ausgewanderte Wolkow besetzte Mosschuchin 1924 in Kean, eine Rolle, die er bereits 1911 am Theater spielte, und 1926 in der Titelrolle der deutsch-französischen Co-Produktion Casanova. Dieser Film ist eines der frühen Dokumente des Farbfilms. Der französische Regisseur Marcel L’Herbier, bekannt für seine avantgardistischen Filme, verfilmte 1925 Die zwei Leben des Mathias Pascal nach einem Roman von Luigi Pirandello, bedeutend heute vor allem durch die Darstellung Iwan Mosschuchins.
Mit dem Aufkommen des Tonfilms endete Mosschuchins Karriere, da sein starker Akzent keine Akzeptanz beim Publikum fand. Seinen letzten Film drehte er 1936. Als er starb, war er 49 Jahre alt und verarmt. Iwan Mosschuchin war einer der ersten männlichen Filmstars Europas.
Er bezeichnete sich gerne als von Tscherkessen abstammend, was sich nicht erhärten lässt. Der litauisch-französische Erfolgsschriftsteller der 1960/70er Jahre Romain Gary bezeichnete Mosschuchin zeitlebens als seinen Vater, was auf jeden Fall fabuliert ist, wie das meiste, was Gary zu seiner Vita zum besten gab.
Seine erste Frau war Nathalie Lissenko, eine russische Schauspielerin. Die zweite Frau war eine dänische Schauspielerin Agnes Petersen.
In einem Experiment des Filmemachers und Filmtheoretikers Lew Wladimirowitsch Kuleschow, der kurz nach der Russischen Revolution eine Filmwerkstatt leitete, montierte dieser aus vorhandenem Filmmaterial eine identische Aufnahme Mosschuchins dreimal neu: einmal mit einem Teller Suppe, dann mit einer Frau im Sarg und mit einem kleinen Mädchen. Das Publikum zeigte sich nachher von Mosschuchins subtiler und affektiver Fähigkeit begeistert, „solch unterschiedliche Emotionen wie Hunger, Traurigkeit und Zuneigung zu vermitteln“ (Kuleschow-Effekt).

## Filme (Auswahl)
- 1911: Die Verteidigung von Sewastopol
- 1913: Das Häuschen in Kolomna
- 1914: Schisn w smerti
- 1915: Ruslan und Ludmilla
- 1916: Pique Dame
- 1916: Kulissy ekrana
- 1917: Der lustige Satan
- 1917: Pater Sergius (Otiez Sergej)
- 1922: Verlöschende Fackel (Kean)
- 1922: Das geheimnisvolle Haus (La Maison du mystère)
- 1923: Ehegeschichten
- 1924: Le lion des Mogols
- 1925: Die zwei Leben des Mathias Pascal
- 1926: Der Kurier des Zaren (Michel Strogoff) (auch Drehbuchmitarbeit)
- 1927: Casanova (Casanova)
- 1927: Hingabe (Surrender!)
- 1928: Der Präsident
- 1928: Der geheime Kurier
- 1928: Der Adjutant des Zaren
- 1929: Manolescu
- 1930: Der weiße Teufel
- 1932: Sergeant X